# کیوشی یوشیدا
کیوشی یوشیدا (انگلیسی: Kiyoshi Yoshida؛ زادهٔ 1964) آهنگساز اهل ژاپن است.